# 氯亚铂酸钾
氯亚铂酸钾是一种无机化合物，化学式为K2PtCl4。它是橙红色的固体，是制备其它铂化合物的重要试剂。

## 制备及性质
氯亚铂酸钾可以由氯铂酸钾用肼还原来制备。该配合物仅在水中appreciably soluble。在碱的存在下用乙醇处理，则会被还原为金属铂。相应的有机的氯亚铂酸盐，如[PPN]2PtCl4，可溶于氯代烃中。